# ニケフォロス1世
ニケフォロス1世（古代ギリシア語: Νικηφόρος Α΄ （Nikephoros）、ラテン語: Nicephorus I、760年? - 811年7月26日）は、東ローマ帝国の皇帝（在位：802年10月31日 - 811年）。先帝エイレーネーを廃してニケフォロス朝を開いた。

## ニケフォロス王朝の創設と国内政策
ニケフォロスは、イスラームの史書には古代末期にアラビア半島北部にあった帝国の衛星国・ガッサン朝の王家の子孫であると記載されているが、真偽は不明である。
先帝であるエイレーネーの代には税務長官であったが、802年10月31日のクーデターの中心人物として、エイレーネーを退位に追い込んで即位した。このクーデターには彼のほかにも司法長官や近衛部隊長官（ドメスティコス・トーン・スコローン）、さらにはエイレーネーの一族すら参加していた。
翌803年、ニケフォロス1世の即位に反対するバルダネス・トゥルコスが反乱を起こすが、彼はすぐに投降したため、大きな混乱にはならなかった。
ニケフォロス1世は財務官僚としての経験を活かし、エイレーネーによって危機的状態に陥っていた財政の再建に着手した。彼の経済政策については、同時代人であり、政敵エイレーネーの支持者でもあった年代記作者のテオファネス（証聖者テオファネス）が詳しく報告している。テオファネスによると、彼が行った最も「重大な悪政」は以下のようなものである。
- 人々をスクラビニア（Sukurabinia、意：スラヴ人の土地）へと強制的に移住させた[注 1]。
- 貧民も徴兵。装備を自弁できない者には同じ村の人々に代弁させた。
- 財産調査を行って増税。手数料も徴収。
- エイレーネー時代の減税を撤廃[注 2]。
- 慈善施設などの小作農に人頭税を課税。
- 宝物を急に得た人に課税[注 3]。
- 20年以内に瓶や容器を発見した人に課税。
- 過去20年以内に遺産を相続した人に相続税を課税。また、アビュドス（テマ・アビュドス）以外で取引された家内奴隷に課税。
- 小アジアの船乗りたちに、強制的に土地を購入させた。
- コンスタンティノポリスの船乗りたちに強制的に資金を貸し付けた。

これらの政策は、基本的にはエイレーネー時代の減税の廃止や、徴税の厳格化などであり、ニケフォロス1世の経済政策への知識が遺憾なく発揮されている。また、船乗りたちに対する政策は、彼らの生活基盤の強化や商業活動支援政策になったと考えられる。住民の移住政策は、当時帝国領に復帰して間も無かったギリシャ地区、特にペロポネソス半島に対する支配強化と、中部地中海への進出の始まっていた北アフリカのイスラーム勢力に対する防衛強化策であると考えられている。なお、これらの政策はエイレーネー時代から受け継がれたものであり、ニケフォロス1世はバルカン半島に新たにテマ・テッサロニキ、テマ・ペロポネソス、テマ・デュラキオンを設置した。また、テマ・ケファレニアもニケフォロス1世が設置した可能性がある。

## 対外政策

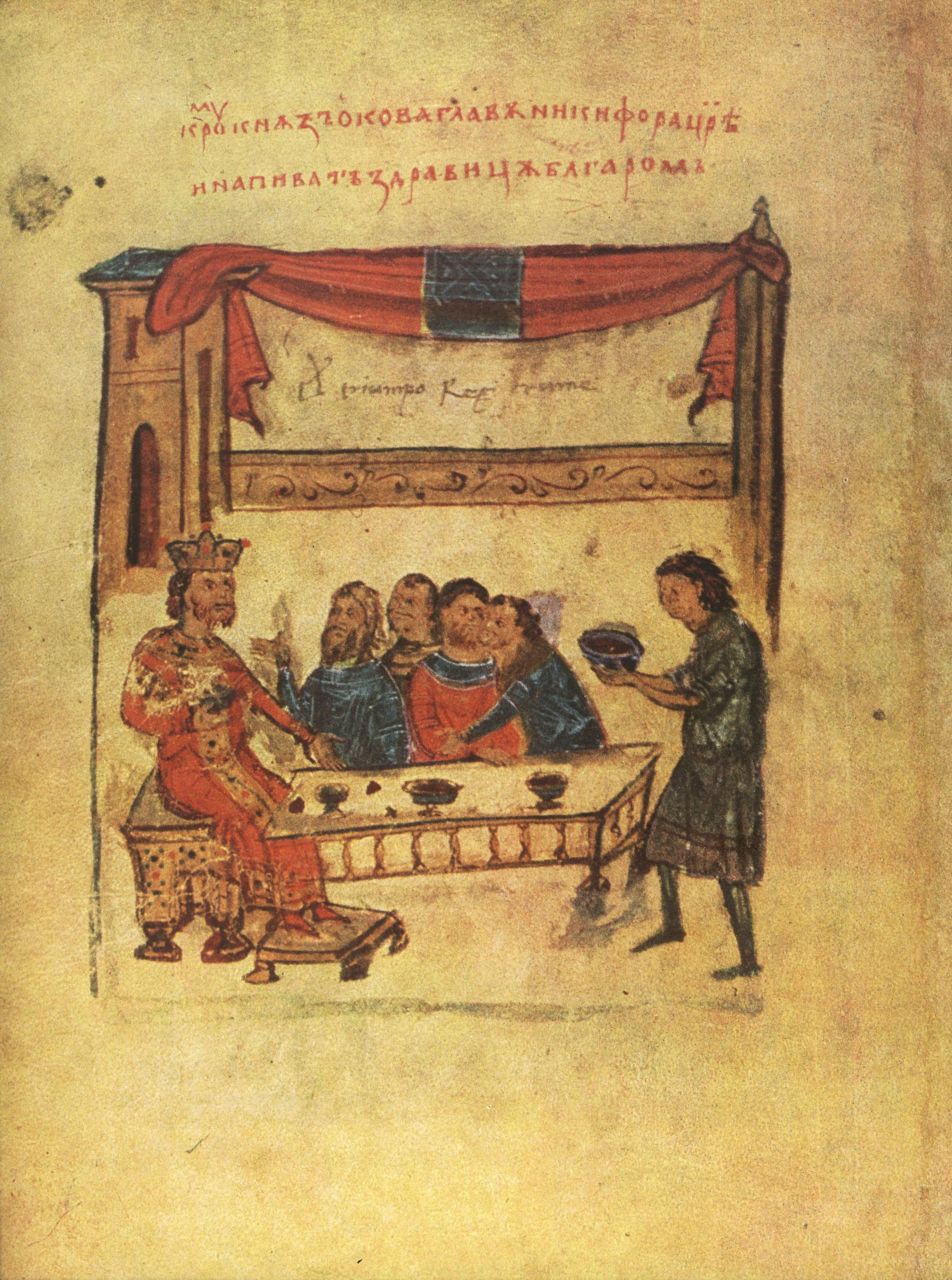
クルム・ハーン（左端の人物）の下にニケフォロス1世の髑髏杯（右端）が差し出されようとしている（マナセス年代記［14世紀］の挿絵）。しかし、これは後代の創作である。

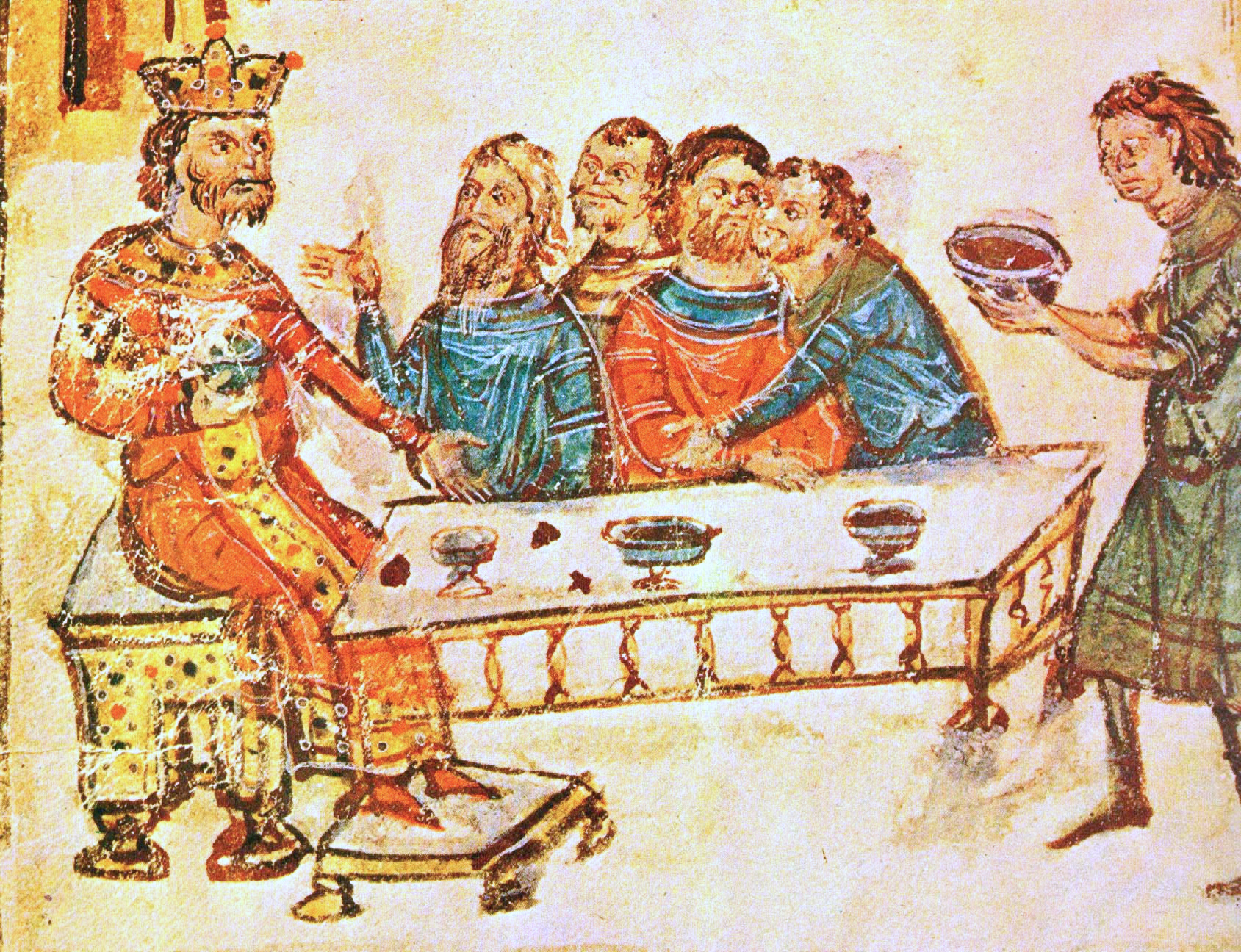
上図の部分拡大。

ニケフォロス1世の時代、フランク王国のカール大帝とは、800年のクリスマスにカール大帝がローマ教皇から与えられた「ローマ皇帝」の称号を巡って交渉が続けられ、パクス・ニケフォリ（803年）の締結こそ成ったものの、ニケフォロス1世の代で最終的解決もしくは妥協に到ることは無かった。また、反乱を起こしたヴェネツィアに対して、809年に艦隊を派遣している。さらに、帝国の東西で軍事遠征を繰り返して行っている。しかしこれらの多くは成果を挙げることがなかった。東方のアッバース朝に対しても何回か軍事遠征を行うが（クラソスの戦い、アッバース朝の小アジア侵攻 (806年)）、ハールーン・アッ＝ラシードの反撃に遭って敗北し、貢納金を支払う条件で和約を結んでいる。
一方、彼の時代には第一次ブルガリア帝国がクルム・ハーン治世下で勢力を拡大し、エイレーネー時代に回復したテマ・マケドニアやテマ・トラキアなどへの侵入を繰り返していた。ニケフォロス1世はこれに対しても何回か軍を派遣する。そして811年にはブルガリア領内に大軍を率いて侵入し、首都プリスカ (Pliska) を制圧・焼き打ちした。クルムはこのとき和平を乞うたが、ニケフォロス1世は応じなかった。しかしその直後の7月26日、バルカン山脈のバルビツィア峠でブルガリア軍に襲われてニケフォロス1世は戦死し、遺体すら発見できなかった（プリスカの戦い）。ローマ皇帝の戦死はハドリアノポリスの戦い（ゴート戦争）でのウァレンス以来のことである。
なお、後代の史書には、ニケフォロスがクルムの下に引き出されたり、ニケフォロスの頭蓋骨が金箔を貼られ、クルム所有の髑髏杯にされてしまったなどと書かれているものがあるが、これらはみな後付けの伝説である（■右列の画像を参照）。